# OSBPL5
La proteína 5 relacionada con la proteína de unión a oxisterol es una proteína que en humanos está codificada por el gen OSBPL5 .
Este gen codifica un miembro de la familia de proteínas de unión a oxisterol (OSBP), un grupo de receptores de lípidos intracelulares. La mayoría de los miembros contienen un dominio de homología de pleckstrina N-terminal y un dominio de unión a esterol de tipo OSBP C-terminal altamente conservado. Se han identificado variantes de transcripciones que codifican diferentes isoformas..